# Grock

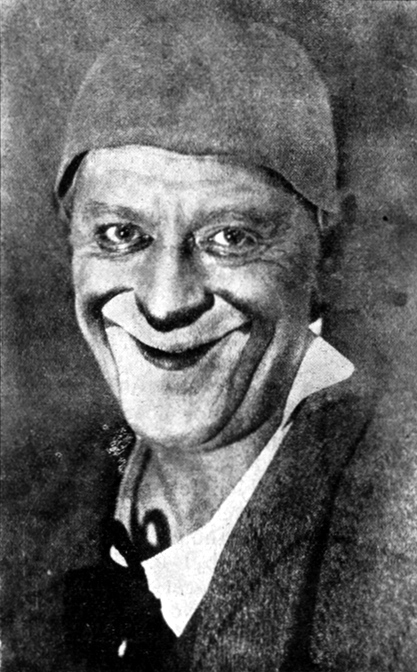
Grock, 1928

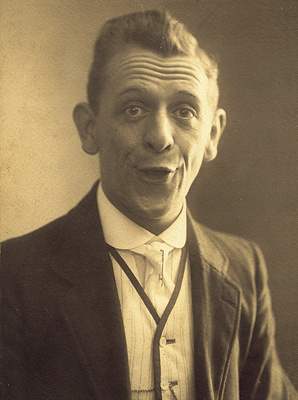
Charles Adrien Wettach, 1903

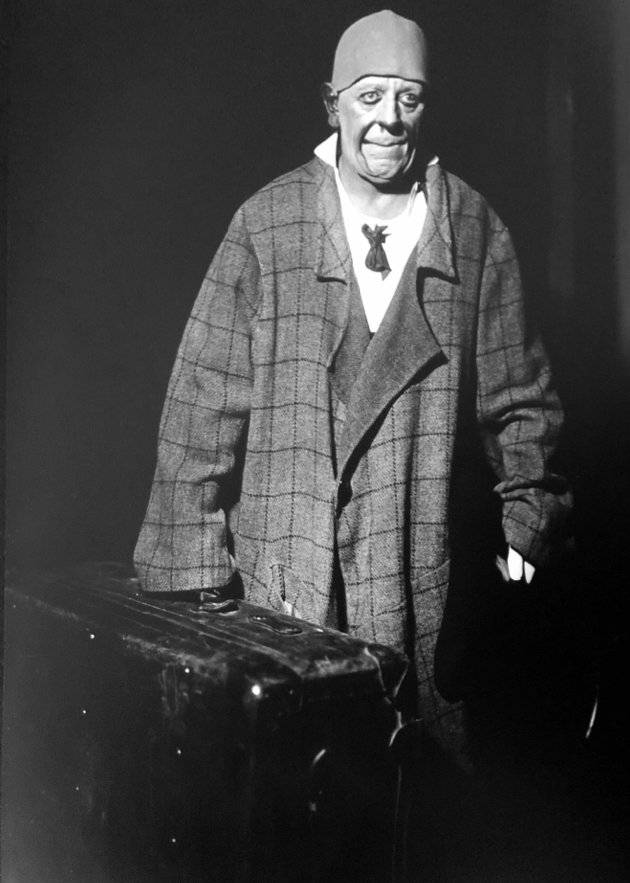
Grock 1931 in Bern, Foto Fred Erismann

Grock (* 10. Januar 1880 als Charles Adrien Wettach in Loveresse, Schweiz; † 14. Juli 1959 im Stadtteil Oneglia in Imperia, Italien) war ein Schweizer Clown.
Riesige Schlappschuhe, Schlabberhose und eine winzige Geige waren seine Markenzeichen ebenso wie sein in allen Tonarten hervorgebrachtes «Waruuuuuum?», gefolgt von einem «Nit möööööglich!», ausgestossen in grösster Naivität und bodenlosem Erstaunen. Legendär war auch sein Stuhlsprung, bei dem er sich, die Geige in der Hand, in seinen übergrossen Schuhen vom Stand im durchgebrochenen Stuhl aus, auf die Stuhllehne setzte.
Grock beherrschte 15 Musikinstrumente, spielte virtuos Violine, Klavier, Konzertina, Saxophon, Klarinette, Akkordeon und Gitarre und komponierte zudem Lieder und Solostücke für Akkordeon und Klavier. Er sprach sechs Sprachen, neben seiner Muttersprache Französisch fliessend Englisch und Italienisch, Deutsch, Spanisch und Ungarisch.

## Leben

### Kindheit, Jugend und erste Berufe
Seine Eltern waren Jean-Adolf Wettach und dessen Ehefrau Cécile-Fanny Péquenat. Sein Vater war Artist, dann Uhrmacher, zuletzt Gastwirt. Einen Teil seiner Jugend verbrachte Adrien in Biel, wo sein Vater zunächst bei Brandt & Cie, der nachmaligen Omega, arbeitete. Später übernahm der Vater in Biel das Restaurant «Paradisli», wo der junge Adrien zusammen mit seiner Schwester Jeanne die ersten Auftritte hatte. Seine Schwester heiratete später den Artisten Géo Lolé, mit dem ihr Bruder ebenfalls arbeitete.
Von 1897 bis 1899 war Adrien Wettach als Sprach-, Gymnastik- und Reitlehrer der Söhne des Grafen Bethlen Kalman in Ungarn tätig.

### Erfolge als Clown
Anschliessend spielte er in Budapest als Violinist in einem Schrammel-Quartett. Nach einem dieser Auftritte wurde er vom Clown Alfred Prinz als Partner angeheuert. Schon kurz darauf traten die beiden als «Alfredianos» in einem ungarischen Zirkus auf. Im Amphitheater von Nîmes in Südfrankreich trat Adrien Wettach mit Partner «Brick» am 1. Oktober 1903 zum ersten Mal unter dem Namen «Grock» auf.
In den folgenden Jahren eroberte er die Zirkusmanegen und ab 1911 die Music Halls von ganz Europa, Amerika und Nordafrika. Nach Ausbruch des Ersten Weltkriegs lebte er ab 1915 neun Jahre in England, wo er im Coliseum Theatre (London) Triumphe feierte. Vor 1920 heiratete Grock Ines Ospiri. Sie war zehn Jahre jünger als er, geschieden und hatte eine Tochter namens Bianca. Grock liess 1924 bis 1930 an der italienischen Riviera die prunkvolle «Villa Bianca» (heute bekannt als Villa Grock) erbauen.
In seinem 1931 verfilmten, 30-minütigen legendären Bühnen-Sketch – einem der allerersten europäischen Tonfilme – spielte Grock u. a. auf einem Flügel und einem Harmonium der Stuttgarter Firma J & P Schiedmayer.

### Verstrickungen mit dem NS-Regime
Seine Auftritte in Nazi-Deutschland nach 1933 brachten Grock nach dem Zweiten Weltkrieg harte Kritik. Noch mitten im Zweiten Weltkrieg trat er in Berlin für die Organisation «Kraft durch Freude» auf und schickte Adolf Hitler ein Telegramm mit «herzlichsten Wünschen zu Weihnachten».

### Karriere nach dem Krieg
1944 flüchtete er von Oneglia in die Schweiz und trat dort bald wieder auf. 1951 gründete Grock 71-jährig sein erstes, erfolgreiches Zirkusunternehmen. Um seine Nummer auch im Rund des Zirkus vorführen zu können, entwarf er eigens dafür eine Drehmanege. 1952 besuchte er Charlie Rivel in Frankreich und überredete diesen zu einer gemeinsamen Tournee. Zum letzten Mal in der Manege stand Grock am 31. Oktober 1954 in Hamburg.
Seinen Lebensabend verbrachte er in seiner Villa in Oneglia; dort starb er am 14. Juli 1959 im Alter von 79 Jahren.
Grock hinterliess zahlreiche Kompositionen für Akkordeon (siehe Literatur).

### Korrigierte Angaben zu seiner Biografie bei den SBB
In Gedenken an ihn wurde eine Zugskomposition der SBB des Typs SBB RABDe 500 037-7 (ICN) nach ihm benannt. Ausgelöst durch den Artikel von Linus Schöpfer in der Neuen Zürcher Zeitung vom Mai 2023 zu den Aktivitäten des Künstlers für das Naziregime, sahen sich die SBB veranlasst, die Texttafeln im Zug zu überprüfen. Aufgrund der Empfehlungen im Gutachten des beauftragten emeritierten Geschichtsprofessor Georg Kreis sollen die Tafeln des Künstlers mit ihren bis anhin uneingeschränkt positiven Darstellungen von Grock als genialem Clown sowie zwei weiterer Schweizer Personen der Zeitgeschichte, nach denen eine Zugskomposition benannt ist, überarbeitet werden.

### The Grock Archives
Der Zürcher Autor und Filmregisseur Oliver Matthias Meyer hat bei den Recherchen (1980–2006) für die Grock-Bildbiografie mit DVD-Beilage Grock – Seltsamer als die Wahrheit eine umfassende Sammlung mit Grock-Dokumenten, Fotografien (Originalprints), Lithografien, Plakaten, handschriftlichen Musiknoten, Glasnegativen und seltenem Filmmaterial zusammengetragen. Dieses private Grock-Archiv steht für Studien und Ausstellungen für die Öffentlichkeit zur Verfügung.

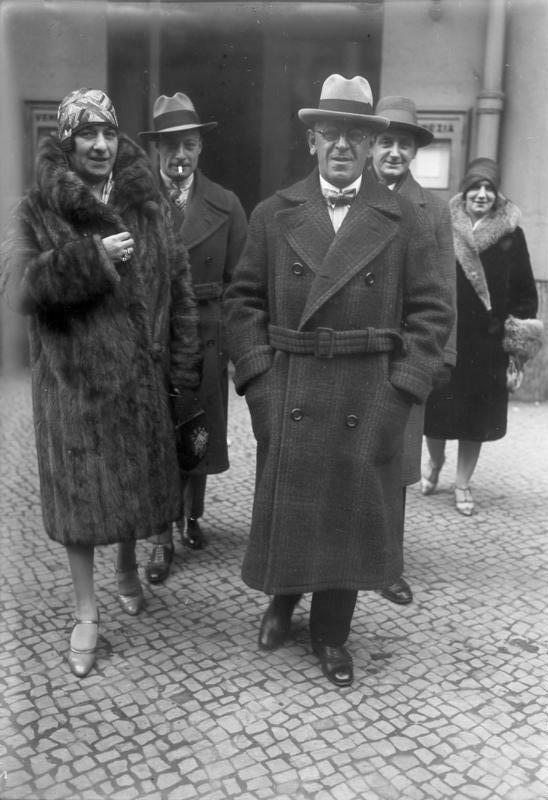
Grock mit Ehefrau Ines Ospiri, 1930 in Berlin
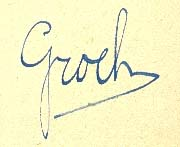
Autogramm
Signatur von Grock in seinem Buch «ein Leben als Clown»
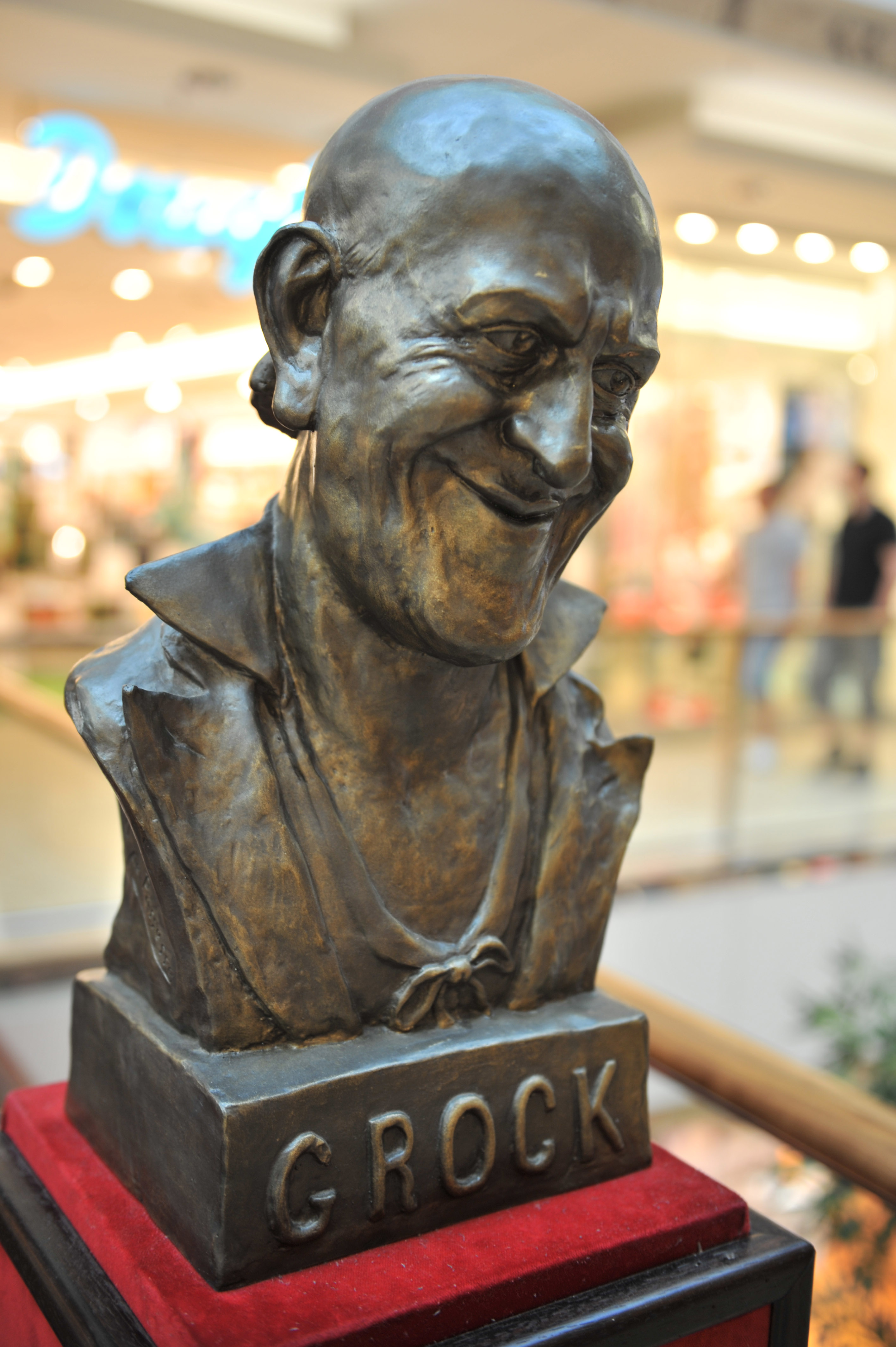
Büste von Grock
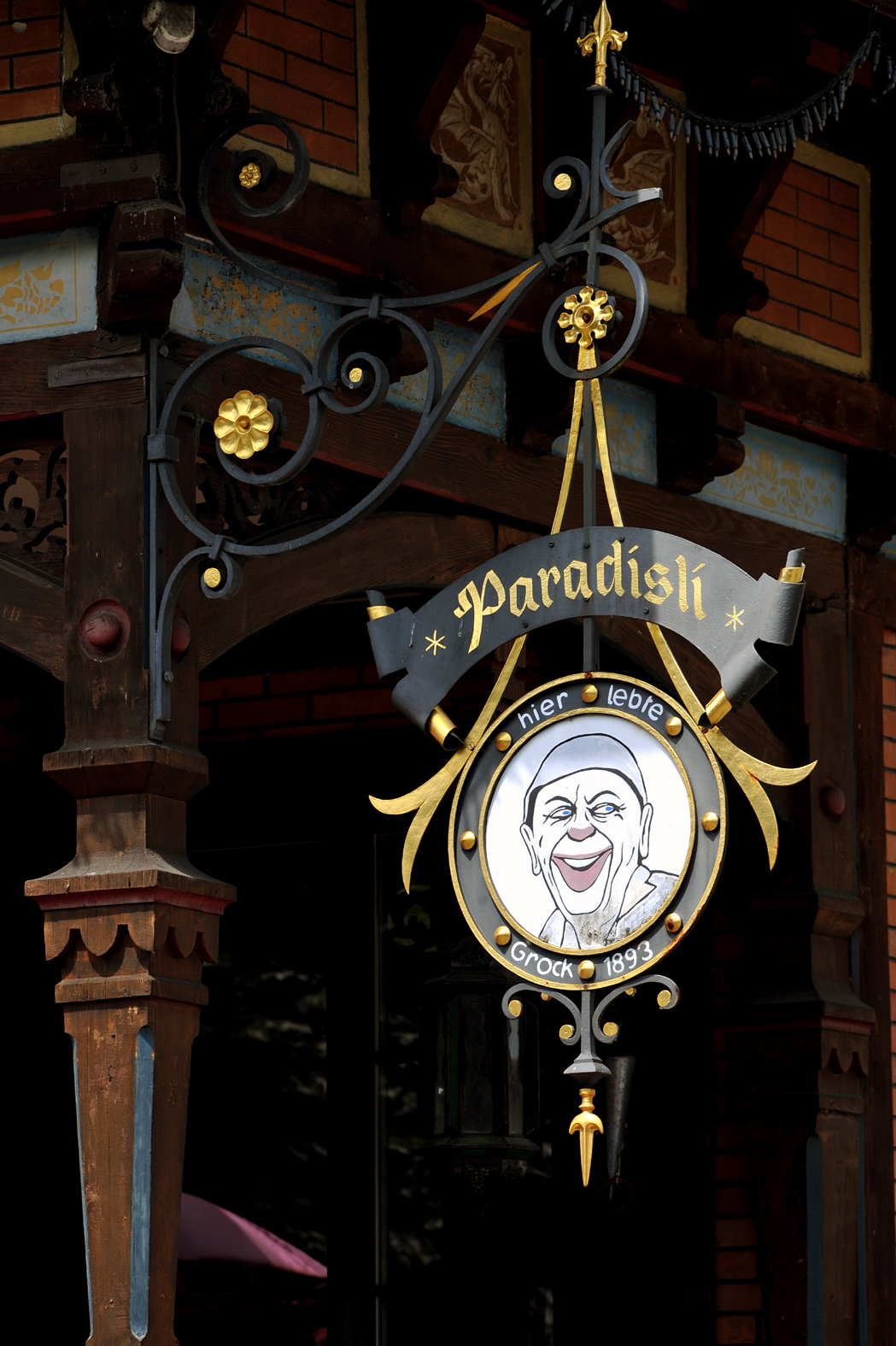
Restaurant Paradisli in Biel
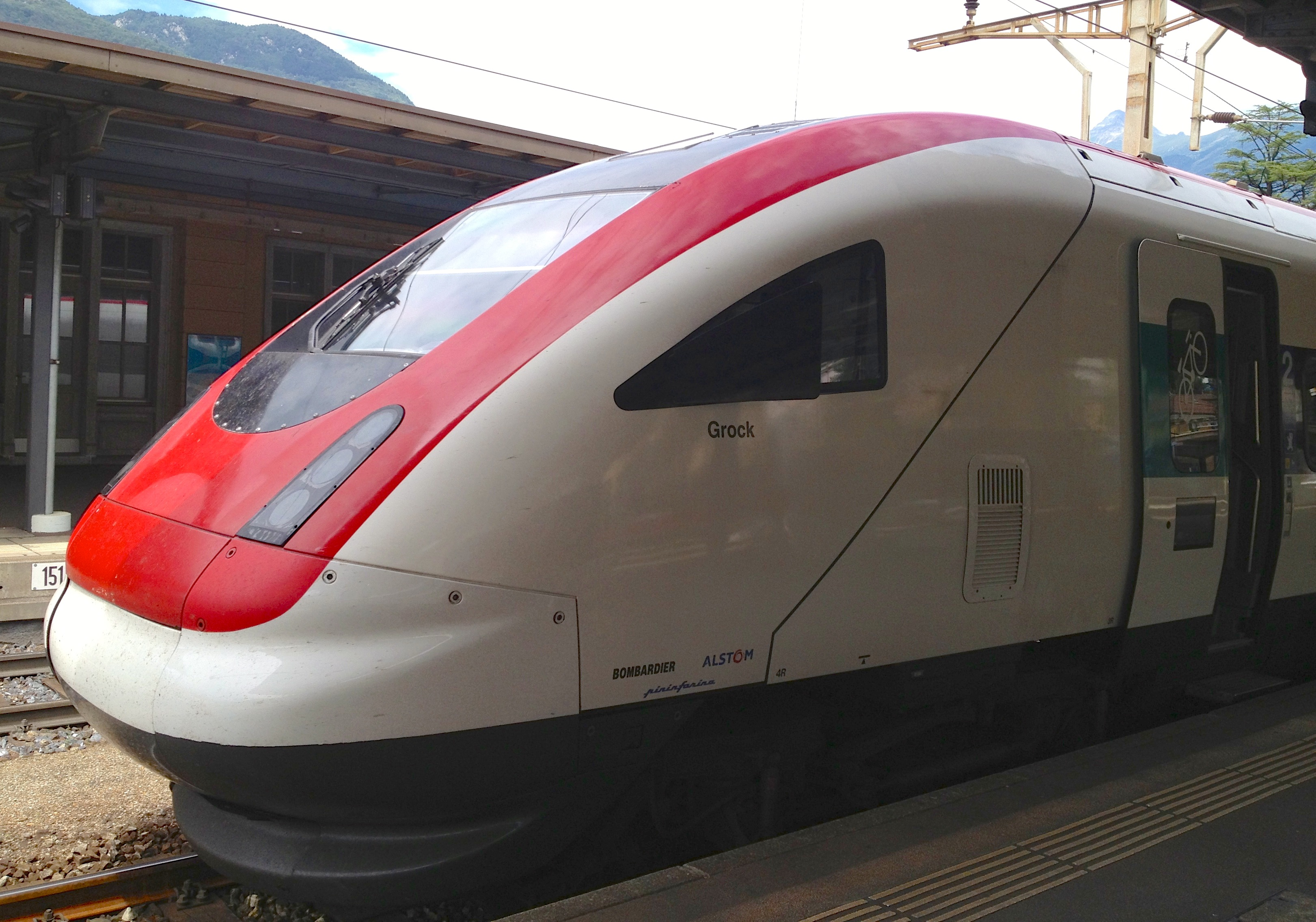
SBB Neigezug «Grock»

## Film
- 1927: What for?
- 1931: Grock, Regie: Carl Boese
- 1950: Manege frei (Au revoir, Monsieur Grock)

sowie
- Grocks Bühnen-Sketch mit Max van Embden (von 1931), restauriert, als DVD-Beilage der Bildbiografie «Grock – Seltsamer als die Wahrheit»
- Grock – König der Clowns. Dokumentarfilm von Felice Zenoni, 2003
- Dokumentation Grock – eine Clownlegende, Regie Alix Maurin Fabiano d’Amato. Frankreich, Schweiz, 2019, Arte, 53 Min. (Inhaltsverzeichnis)

## Schriften
- Nit m-ö-ö-ö-glich. Die Memoiren des Königs der Clowns. Bearbeitet von Ernst Konstantin. Mundus-Verlag Jupp Gerhards, 1956.
- Ein Leben als Clown, meine Erinnerungen. Verlag und Ausgabe Circus Grock, 1951.